# Parroquia de Nuestra Señora del Carmen (La Plata)
La Parroquia Nuestra Señora del Carmen está localizada en el barrio de Tolosa de la ciudad de La Plata, provincia de Buenos Aires, Argentina. Su dirección es calle 115 entre 529 y 530.

## Historia
Al fundarse en 1871 el pueblo de Tolosa, se había reservado un terreno frente a la Plaza Iraola para construir allí el templo principal. Sin embargo, pasan algunos años y la construcción de dicho templo no se inicia. 
Hasta comienzos del siglo XX, los pobladores de Tolosa estaban en jurisdicción religiosa de Ensenada, y debían trasladarse hacia allí para toda práctica vinculada con la religión. 
En 1879 el ministro de Gobierno y el Arzobispado de Buenos Aires formalizaron ante la Corporación Municipal del Partido de la Ensenada el pedido de construcción de una capilla en Tolosa. Los años pasan y este proyecto nunca se cumple, ya que no se llega a un acuerdo sobre las dimensiones y características que debía presentar el templo de Tolosa.
En 1882 se funda en las cercanías de Tolosa la ciudad de La Plata, y al año siguiente se inaugura en 5 y 48 la capilla San Ponciano, a la cual comienzan a concurrir los pobladores de Tolosa por estar más cerca que Ensenada. Se dice que por esta razón se siguió postergando la construcción de un templo tolosano.
En el año 1902, el obispo de La Plata, monseñor Juan Nepomuceno Terrero, crea la Parroquia de Nuestra Señora del Carmen de Tolosa.
Originalmente funcionó en un local de calle 1 entre 34 y 35 (actual Museo del Automóvil Rau), y lo siguió haciendo hasta inaugurar su actual edificio.
La piedra fundamental del nuevo templo de calle 115 se coloca en el año 1903, y en 1906 se inaugura el edificio. La torre de 30 metros de altura data de 1930, y en la parte superior tiene una imagen de la Virgen, de cuatro metros de altura.
- Datos: Q16616476